# Thorganby (North Yorkshire)
Thorganby – wieś w Anglii, w hrabstwie North Yorkshire, w dystrykcie (unitary authority) North Yorkshire. Leży 14 km na południowy wschód od miasta York i 268 km na północ od Londynu.